# ジフテリア
ジフテリア（diphtheria）は、ジフテリア菌（ Corynebacterium diphtheriae ）を病原体とするジフテリア毒素によって起こる上気道の粘膜感染症。
感染部位によって咽頭・扁桃ジフテリア、喉頭ジフテリア、鼻ジフテリア、 皮膚ジフテリア、 眼結膜ジフテリア、生殖器ジフテリアなどに分類できる。腎臓、脳、眼の結膜、中耳などがおかされることもあり、保菌者の咳などによって飛沫感染する。
発症するのは10%程度で、他の90%には症状の出ない不顕性感染であるが、ワクチンにより予防可能で、予防接種を受けていれば感染を起こさない。全てのジフテリア菌が毒素を産生するわけではなく、ジフテリア毒素遺伝子を保有するバクテリオファージに感染した菌のみが、ジフテリア毒素を産生する。
ジフテリア菌の発見は1883年。エミール・フォン・ベーリングと北里柴三郎が血清療法を開発。その功績でベーリングは第1回ノーベル生理学・医学賞を受賞した。
コリネバクテリウム属（Corynebacterium）はグラム陽性桿菌で、放線菌に分類される細菌の一属である。

## 症状

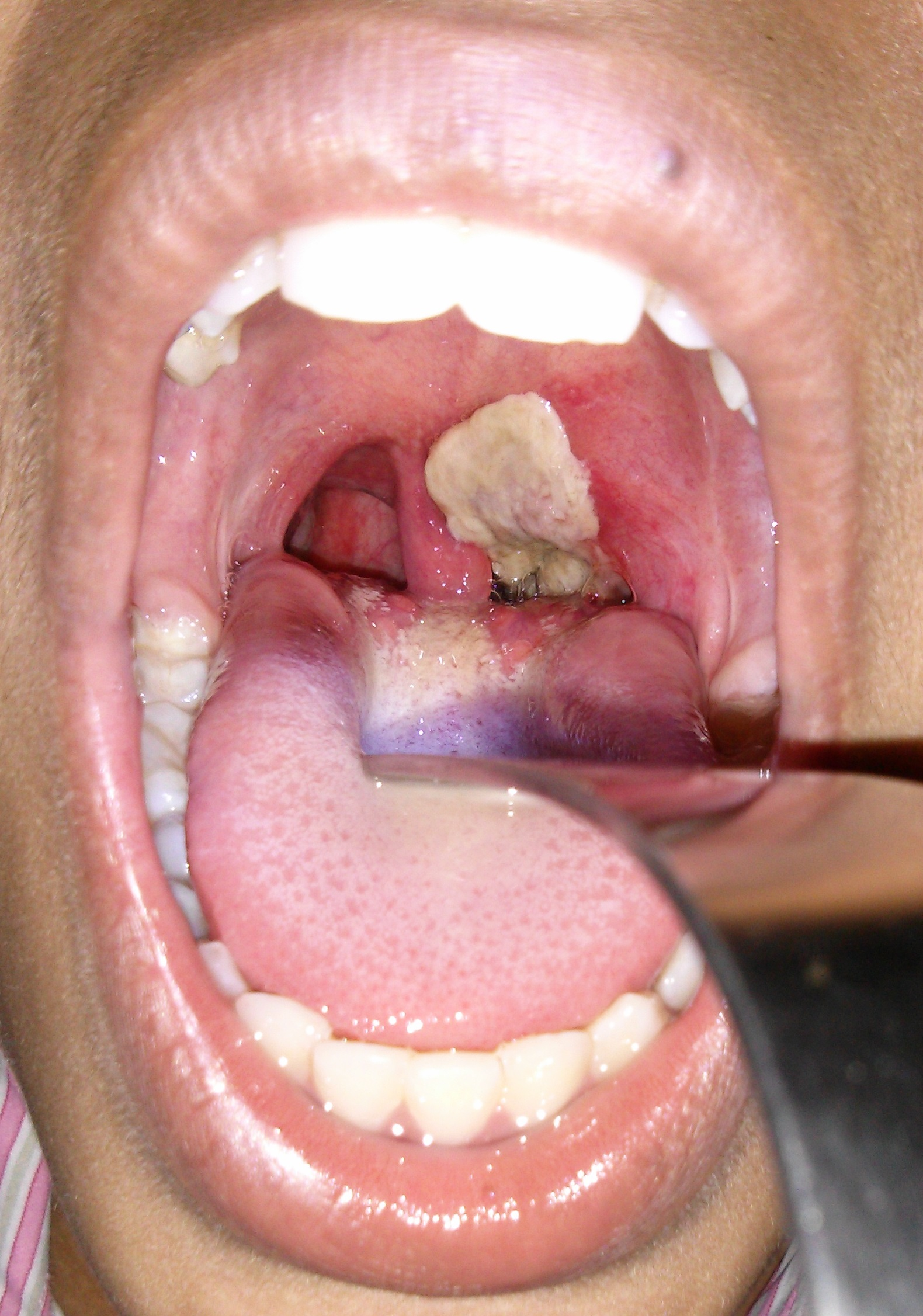
ジフテリアの白い偽膜

潜伏期間は通常1～10日間（2～5日が多い）。喉の痛み、犬が吠えるような咳、筋力低下、激しい嘔吐などが起こる。
- 約39.5℃までの発熱[3]
- 扁桃付近には粘りのある灰色の偽膜が付着。偽膜は厚く剥がれにくく、剥がすと出血する。
- 喉頭部の腫脹や偽膜の拡大のため、しばしば気道がつまって息ができなくなることがあり、窒息死することもある。
- 神経麻痺、失明を起こすこともある。発症後 4～6週した回復期に心筋炎を発症することがあり、突然死に対する警戒が必要。

## 診断と治療

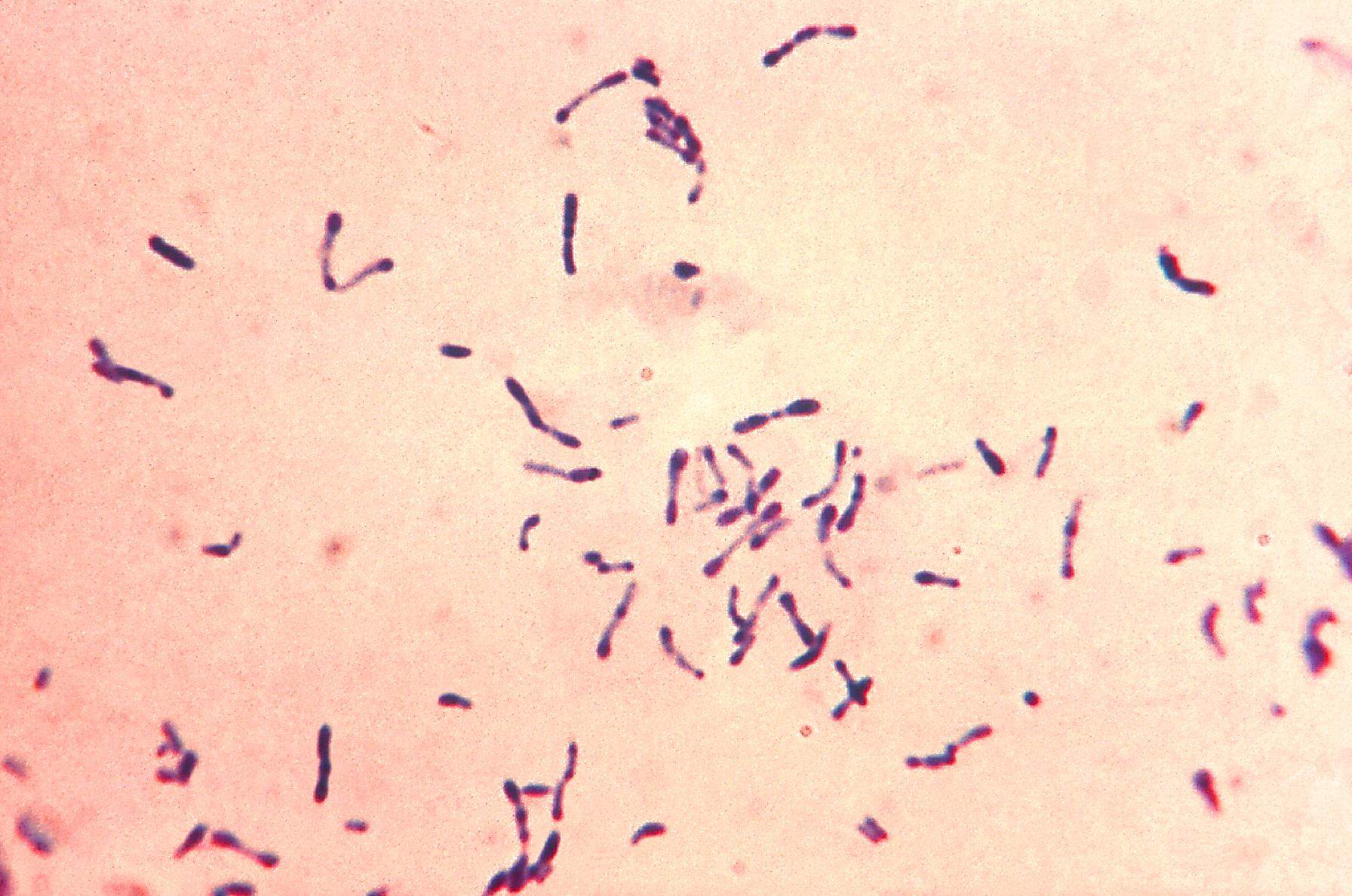
ジフテリア菌

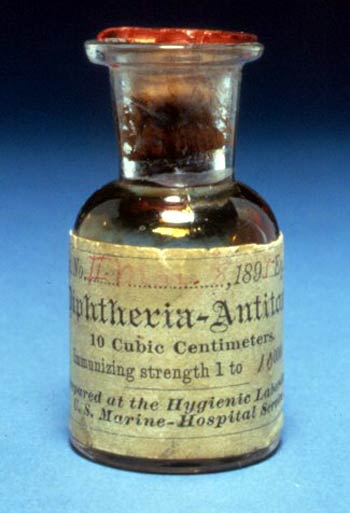
1895年にアメリカ国立衛生研究所によって製造されたジフテリア血清

確定診断には、患者の喉の病変部位から原因菌を分離する。治療開始の遅れは回復の遅れや重篤な状態への移行につながるため、臨床的に疑いがある場合、確定診断を待たず早期に治療を開始する必要がある。
ジフテリア毒素に対するウマ由来の血清および、抗生物質としてペニシリン、エリスロマイシンなどが用いられる。ウマ由来の血清については、アナフィラキシーに対する注意が必要。

### 鑑別疾患
類似疾患として、コリネバクテリウム・ウルセランス（Corynebacterium ulcerans）によるジフテリア様症状を呈する人獣共通感染症がある。近縁菌のコリネバクテリウム・ウルセランス（Corynebacterium ulcerans）がジフテリア類似の症状を引き起こすことが、日本でも2001年から2009年までに6例報告されている。C. ulcerans は、ウシ、ウマなどの動物の常在菌で、イヌ、ネコからも検出される。時にウシの乳房炎の原因となる。通常、 C. ulcerans は毒素を産生しないが、C. diphtheriae と同様に、バクテリオファージからもたらされる毒素遺伝子により、毒素生産性を持つと考えられる。英国などの国では、C. diphtheriae によるジフテリアと同等の扱いがされている。
日本における C. ulcerans 最初の症例としては2001年、千葉県の52歳の女性で、ジフテリアに特徴的な呼吸音と偽膜の症状を示したが、ジフテリア抗毒素血清投与の治療により治癒した。感染ルートは明らかになっていない。

## 予後
心筋炎を併発した場合の回復には時間がかかる。発症前と同じ活動であっても、炎症を起こした心臓にとっては負担が大きくなるので、日頃の活動を早期に再開すべきではない。

## 予防

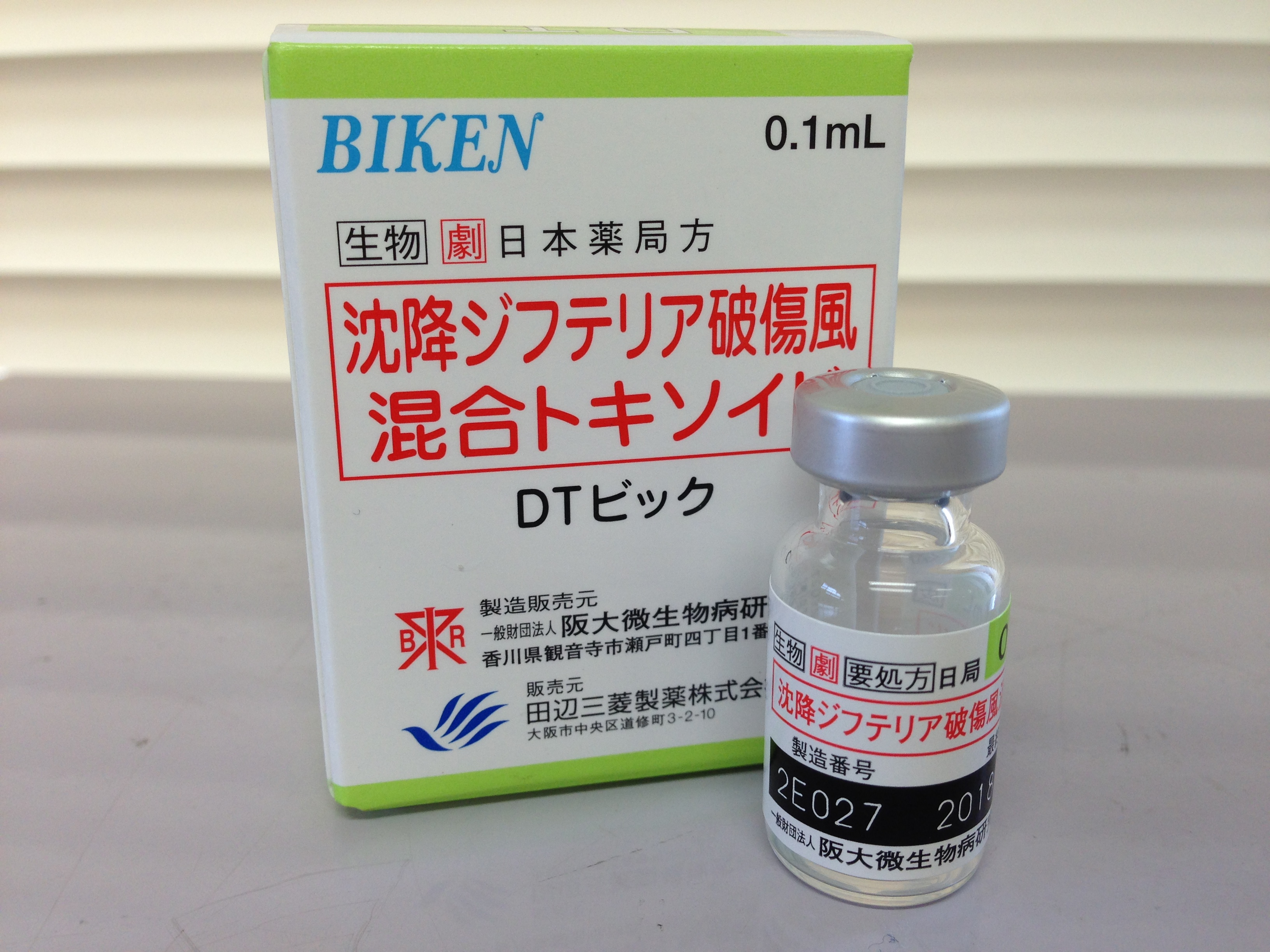
ジフテリア・破傷風混合ワクチン（DTワクチン）

予防法は、ジフテリア毒素をホルマリン処理して無毒化したトキソイド（ジフテリアワクチン）の接種。日本では三種混合ワクチン（DPTワクチン）、二種混合ワクチン（DTワクチン）に含まれている。定期接種の普及している国では症例は稀だが、そうでない国では流行がある。また近年症例の報告されていない日本においても不顕性感染の経歴を示唆する血清検査結果もある。 日本では承認されていないが、5歳以上（成人用）の破傷風・ジフテリア混合 Tdワクチン（ジフテリアの抗原量が5歳以上用に調整されており、破傷風は一人前含有されている。国産DTを1/5量で接種する際は、別途、破傷風トキソイドを受けることが推奨される）、11歳〜55歳まで適応の、破傷風・ジフテリア・百日咳混合Tdapワクチンが、先進国を中心にほとんどの国で接種可能である。ジフテリアワクチンを接種することは、年齢が上がるほど重要になる。

### ジフテリア予防接種時の事故、医原病
1948年11月、京都府京都市内、島根県御津村で、ジフテリア予防接種を受けた者が次々と発熱する医療事故が発生。無毒化が不十分であったワクチンの接種によるジフテリア毒素により、横隔膜麻痺、咽頭麻痺、心不全等の中毒症状が現れ、死亡者85名という結果になった。これは、世界史上最大の予防接種事故である。「医原病」「京都・島根ジフテリア予防接種事件」も参照。

## 疫学

ジフテリアの人口10万あたり障害調整生命年（2004年）
データなし
≤ 1
1–2
2–3
3–4
4–5
5–6
6–7
7–9
9–10
10–15
15–50
≥ 50

ジフテリアは5-10%のケースで深刻となる場合があり、特に5歳以下または40歳以上では20%まで上昇する。
2013年には3300人の死者が発生し、これは1990年の8000人から減少している。
アウトブレイクとなることは稀であるが、未だ世界各地で起こっている。先進国でも例外ではなく、ドイツやカナダなどのワクチン未接種者でも起こっている。

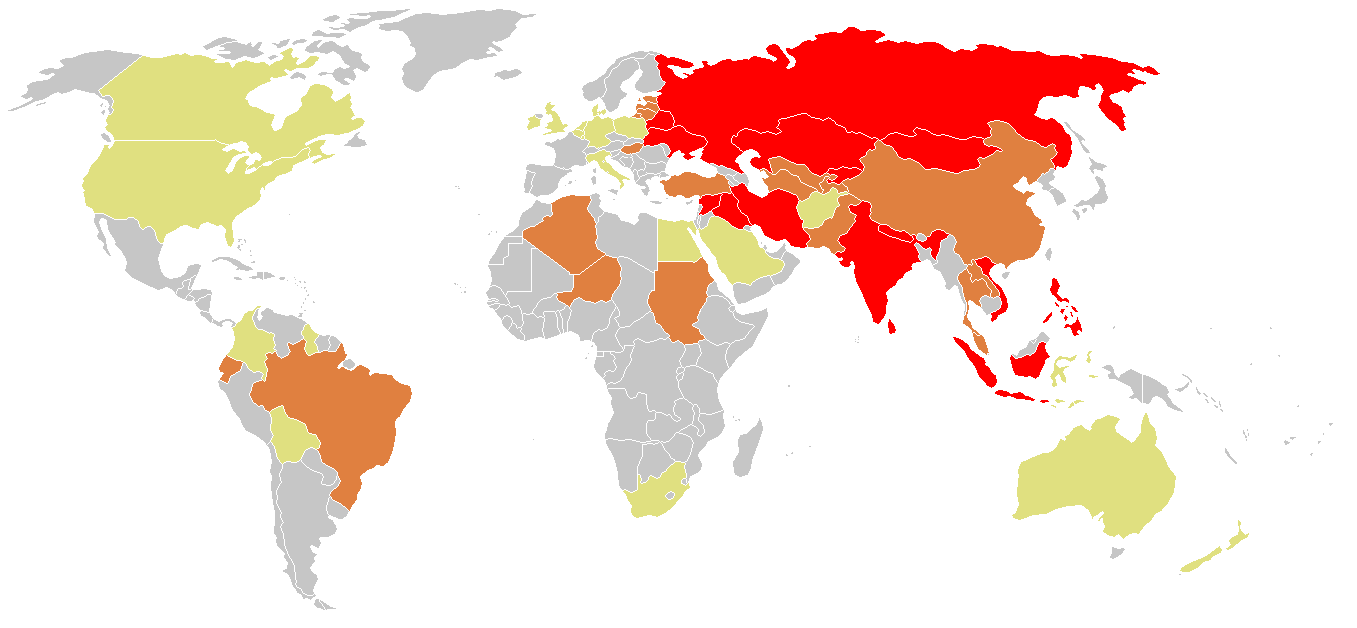
WHOへの発症報告数（1997-2006年）
データなし
1–49 例の報告
50-99例
100+ 例

## 社会的側面
- 日本では「感染症の予防及び感染症の患者に対する医療に関する法律」の二類感染症に指定されており、感染が確認されたら医師は速やかに保健所に届出する義務があり、拡散を防止するため状況に応じて隔離入院させる必要がある。無症状者の場合は入院の対象とならない。
- 現在の日本ではジフテリア患者を診察した経験のある医師が殆どおらず、適切な診断を早期に行うことが困難な状況が生じつつある[13]。
- ジョージ・ワシントンの死因は、ジフテリアによる呼吸困難であったと思われる。